# Чонбурі (провінція)
Чонбурі (тай. ชลบุรี) — провінція (чангват) в східній частині Таїланду.
На півночі межує з провінцією Чаченгсау, на сході — з провінцією Чантхабурі, на півдні з провінцією Районг.
Адміністративний центр — місто Чонбурі. Найвідоміше місто — Паттая, туристична мекка Таїланду.
У 80 км на північний захід від провінції знаходиться Бангкок.
З північно-заходу на південний схід через провінцію тягнеться гірський ланцюг. Родюча рівнина на півночі здавна використовується під сільськогосподарські угіддя.

## Історія
Історія Чонбурі сходить до кхмерів. Потім влада перейшла до правителів Аютії. Після її розпаду Чонбурі номінально відійшла Бірмі. Генералу Таксину вдалося об'єднати країну, вигнати бірманців і заснувати нову столицю — Thonburi (нині один з округів Бангкока).

## Адміністративний поділ
Провінція поділяється на 11 районів (ампхе), які, в свою чергу, складаються з 92 підрайонів (тамбоне) і 961 поселення (мубан).
|                 |              |               |                          |
| №               | Назва        | Назва         | Населення (перепис 2010) |
| №               | Українською  | Тайською      | Населення (перепис 2010) |
| Міста           |              |               |                          |
| 1               | Чонбурі      | อำเภอเมืองชลบุรี | 352 301                  |
| Сільські райони |              |               |                          |
| 2               | Банбуенг     | อำเภอบ้านบึง    | 100 381                  |
| 3               | Нонг'яй      | อำเภอหนองใหญ่  | 22 066                   |
| 4               | Бангламунг   | อำเภอบางละมุง  | 335 415                  |
| 5               | Пхантхонг    | อำเภอพานทอง   | 70 423                   |
| 6               | Пханатнікхом | อำเภอพนัสนิคม   | 119 749                  |
| 7               | Сірача       | อำเภอศรีราชา   | 332 984                  |
| 8               | Ко Січан     | อำเภอเกาะสีชัง  | 3113                     |
| 9               | Саттахіп     | อำเภอสัตหีบ     | 140 643                  |
| 10              | Ботхонг      | อำเภอบ่อทอง    | 44 177                   |
| 11              | Ко Чан       | อำเภอเกาะจันทร์ | 34 105                   |

## Економіка і промисловість
Важливу частину економіки провінції складає туризм, процвітаючий завдяки прекрасним пляжам і географічному положенню провінції.
Поряд з туризмом розвинене сільське господарство, вирощується переважно тапіока, кокос, цукровий очерет, ведеться лов риби в прибережних районах.
Найближчий аеропорт — новий міжнародний аеропорт Суварнабхумі.
Валовий соціальний продукт провінції в 2004 році становив 354 031 млн. бат.

## Пам'ятки
- Паттая — міжнародний курорт на узбережжі Сіамської затоки.

- Бангсен — відомий своїм аквапарком і університетом Бурапхи, що займаються вивченням моря. При ньому працює Акваріум морської фауни.

- Перегони биків у жовтні